# Zangīn
Zangīn (persiska: زنگين) är en ort i Iran.   Den ligger i provinsen Zanjan, i den nordvästra delen av landet, 300 km väster om huvudstaden Teheran. Zangīn ligger 2 242 meter över havet och antalet invånare är 234.
Terrängen runt Zangīn är lite bergig. Runt Zangīn är det ganska glesbefolkat, med 47 invånare per kvadratkilometer. Närmaste större samhälle är Īlī Bolāgh, 14,3 km väster om Zangīn. Trakten runt Zangīn består i huvudsak av gräsmarker.